# 国务院常务会议
国务院常务会议，简称国常会，是中华人民共和国国务院现行的法定会议之一，由国务院总理、副总理、国务委员、秘书长组成（另曾包含国务院顾问），由总理召集和主持。讨论决定国务院工作中的重大问题。2023年之前，一般每周召开一次；2023年3月，第十四届国务院将会议频次调整为一般每月召开2—3次，如有需要可随时召开。

## 法律规定
中华人民共和国宪法
　　第八十八条　总理领导国务院的工作。副总理、国务委员协助总理工作。
　　总理、副总理、国务委员、秘书长组成国务院常务会议。
　　总理召集和主持国务院常务会议和国务院全体会议。

中华人民共和国国务院组织法
　　第七条　国务院实行国务院全体会议和国务院常务会议制度。国务院全体会议由国务院全体成员组成。国务院常务会议由总理、副总理、国务委员、秘书长组成。总理召集和主持国务院全体会议和国务院常务会议。国务院工作中的重大问题，必须经国务院常务会议或者国务院全体会议讨论决定。
　　第八条　国务院常务会议的主要任务是讨论法律草案、审议行政法规草案，讨论、决定、通报国务院工作中的重要事项。
　国务院全体会议和国务院常务会议讨论决定的事项，除依法需要保密的外，应当及时公布。

国务院工作规则
　　二十、国务院常务会议由总理、副总理、国务委员、秘书长组成，由总理召集和主持。国务院常务会议的主要任务是：
  （一）讨论需提请党中央审议、决定的重要事项； 
  （二）讨论需提请国务院全体会议审议的重要事项；
  （三）讨论法律草案、审议行政法规草案；
  （四）讨论通过以国务院名义印发的重要规范性文件；
  （五）其他需提请国务院常务会议讨论、决定、通报的重要事项。
　　国务院常务会议一般每月召开2—3次，如有需要可随时召开。根据会议议题可安排有关部门、单位负责人列席会议。
　　二十一、提请国务院全体会议和国务院常务会议讨论的议题，由总理或国务院领导同志提出，国务院办公厅按程序报总理确定；会议文件由总理批印。国务院全体会议和国务院常务会议的组织工作由国务院办公厅负责，文件和议题于会前送达与会人员。
   国务院全体会议和国务院常务会议文件由议题汇报部门牵头会同有关部门起草，国务院办公厅审核把关。会议文件应全面准确反映议题情况和各方面意见，突出针对性、指导性和可操作性，逻辑严密，条文规范，用语准确，行文简洁。
　　二十二、国务院全体会议和国务院常务会议的纪要，由国务院办公厅起草，按程序报总理签发。国务院全体会议和国务院常务会议讨论通过决定印发的文件，原则上须在会议结束后7个工作日内印发。
  国务院全体会议和国务院常务会议讨论决定的事项，除依法需要保密的外，应当及时公布。

## 历届国务院常务会议组成人员及历次会议

### 第一届
（1954年9月至1959年4月）
组成人员
- 总理：周恩来
- 副总理：陈云、林彪、彭德怀、邓小平、邓子恢、贺龙、陈毅、乌兰夫、李富春、李先念
  - 后任命副总理：聂荣臻、薄一波
- 秘书长：习仲勋

历次会议

### 第二届
（1959年4月至1965年1月）
组成人员
- 总理：周恩来
- 副总理：陈云、林彪、彭德怀、邓小平、邓子恢、贺龙、陈毅、乌兰夫、李富春、李先念、聂荣臻、薄一波、谭震林、陆定一、罗瑞卿、习仲勋
- 秘书长：习仲勋（兼任）

历次会议

### 第三届
（1965年1月至1975年1月）
组成人员
- 总理：周恩来
- 副总理：林彪、陈云、邓小平、贺龙、陈毅、柯庆施、乌兰夫、李富春、李先念、谭震林、聂荣臻、薄一波、陆定一、罗瑞卿、陶铸、谢富治
- 秘书长：周荣鑫

历次会议

### 第四届
（1975年1月至1978年3月）
组成人员
- 总理：周恩来（1976年1月8日病逝）
  - 代总理：华国锋（1976年2月2日起）
  - 后任命总理：华国锋（1976年4月7日起）
- 副总理：邓小平、张春桥、李先念、陈锡联、纪登奎、华国锋、陈永贵、吴桂贤（女）、王震、余秋里、谷牧、孙健

历次会议

### 第五届
（1978年3月至1983年6月）

#### 第五届（改组前）
（1978年3月至1982年5月4日）
组成人员
- 总理：华国锋（1980年9月10日辞职）
  - 后任命总理：赵紫阳
- 副总理：邓小平、李先念、徐向前、纪登奎、余秋里、陈锡联、耿飚、陈永贵、方毅、王震、谷牧、康世恩、陈慕华（女）
  - 后陆续增补副总理：王任重、陈云、薄一波、姚依林、姬鹏飞、赵紫阳、万里、杨静仁、张爱萍、黄华
- 秘书长：姬鹏飞（1981年3月6日免去）
  - 后任命秘书长：金明（1979年6月12日）
  - 后任命秘书长：杜星垣

历次会议
1982年5月4日第五届全国人民代表大会常务委员会第二十三次会议决定对国务院组成人员进行重大调整，增设“国务委员”职务。国务委员在行政待遇上和副总理同级。

#### 第五届（改组后）
（1982年5月4日至1983年6月）
组成人员
- 总理：赵紫阳
- 副总理：万里、姚依林
- 国务委员：余秋里、耿飚、方毅、谷牧、康世恩、陈慕华（女）、薄一波、姬鹏飞、黄华、张劲夫
  - 后增补国务委员：张爱萍
- 秘书长：杜星垣
- 国务院顾问：钱之光、刘澜波、李强、曾生

历次会议

### 第六届
（1983年6月至1988年4月）
组成人员
- 总理：赵紫阳（1987年11月辞职）
  - 代总理：李鹏
- 副总理：万里、姚依林、李鹏、田纪云
  - 后任命副总理：乔石
- 国务委员：方毅、谷牧、康世恩、陈慕华（女）、姬鹏飞、张劲夫、张爱萍、吴学谦、王丙乾、宋平、宋健
- 秘书长：田纪云（兼任）
  - 后任命秘书长：陈俊生

历次会议

### 第七届
（1988年4月至1993年3月）
组成人员
- 总理：李鹏
  - 副总理：姚依林、田纪云、吴学谦，后任命副总理：邹家华、朱镕基
  - 国务委员：李铁映、秦基伟、王丙乾、宋健、王芳、邹家华、李贵鲜、陈希同、陈俊生，后任命國務委員：钱其琛
  - 秘书长：陈俊生（兼任），后任命秘书长：羅幹

历次会议

### 第八届
（1993年3月至1998年3月）
组成人员
- 总理：李鹏
  - 副总理：朱镕基、邹家华、钱其琛、李岚清，后任命副总理：吴邦国、姜春云
  - 国务委员：李铁映、迟浩田、宋健、李贵鲜、陈俊生、司马义·艾买提（维吾尔族）、彭珮雲（女）、羅幹
  - 秘书长：羅幹（兼任）

历次会议

### 第九届
（1998年3月至2003年3月）
组成人员
- 总理：朱镕基
- 副总理：李岚清、钱其琛、吴邦国、温家宝
- 国务委员：迟浩田、羅幹、吴仪（女）、司马义·艾买提、王忠禹
- 秘书长：王忠禹（兼任）

历次会议

### 第十届
（2003年3月至2008年3月）
组成人员
- 总理：温家宝
- 副总理：黄菊（2007年6月2日病逝）、吴仪（女）、曾培炎、回良玉（回族）
- 国务委员：周永康、曹刚川、唐家璇、华建敏、陈至立（女）
- 秘书长：华建敏（兼任）

历次会议

### 第十一届
（2008年3月至2013年3月）
组成人员
- 总理：温家宝
- 副总理：李克强、回良玉、张德江、王岐山
- 国务委员：刘延东（女）、梁光烈、马凯、孟建柱、戴秉国（土家族）
- 秘书长：马凯（兼任）

历次会议

### 第十二届
（2013年3月至2018年3月）
组成人员
- 总理：李克强
- 副总理：张高丽、刘延东、汪洋、马凯
- 国务委员：杨晶、常万全、杨洁篪、郭声琨、王勇
- 秘书长：杨晶（兼）

历次会议

### 第十三届
（2018年3月至2023年3月）
组成人员
- 总理：李克强
- 副总理：韩正、孙春兰、胡春华、刘鹤
- 国务委员：魏凤和、王勇、王毅、肖捷、赵克志
- 秘书长：肖捷（兼）

历次会议

### 第十四届
（2023年3月至今）
组成人员
- 总理：李强
- 副总理：丁薛祥、何立峰、张国清、刘国中
- 国务委员：李尚福、王小洪、吴政隆、谌贻琴、秦刚
- 秘书长：吴政隆（兼）

历次会议